# Albert I-land
Albert I-land (Noors: Albert I Land) is een schiereiland op het eiland Spitsbergen, dat deel uitmaakt van de Noorse eilandengroep Spitsbergen.
Het schiereiland wordt aan de noordzijde begrensd door de Noordelijke IJszee, aan de noordoostzijde door het fjord Raudfjorden, aan de zuidoostzijde door de gletsjers Raudfjordbreen en Lilliehöökbreen, en fjorden Lilliehöökfjorden en Krossfjorden, en ten westen door het fjord Smeerenburgfjorden en de Groenlandzee. Ten zuidoosten ligt het Haakon VII-land.
Het gehele schiereiland ligt in Nationaal park Nordvest-Spitsbergen.
Het schiereiland is vernoemd naar Albert I van Monaco.